# Romandiet Rundt 2012
Romandiet Rundt 2012 var den 66. udgave af cykelløbet Romandiet Rundt. Løbet blev afviklet fra den 24. til 29. april.
Europcar og Saur-Sojasun var inviteret til at deltage sammen med de 18 UCI ProTeams.
Briten Bradley Wiggins vandt samlet.

## Etaper

### Tirsdag 24. april – Prolog:Lausanne, 3,34 km (ITT)
| Pos | Rytter                   | Hold                    | Tid  |
| --- | ------------------------ | ----------------------- | ---- |
| 1   | Geraint Thomas (GBR)     | Team Sky                | 3.29 |
| 2   | Giacomo Nizzolo (ITA)    | RadioShack-Nissan       | + 5  |
| 3   | Mark Cavendish (GBR)     | Team Sky                | + 6  |
| 4   | Michael Rogers (AUS)     | Team Sky                | + 6  |
| 5   | Kristof Vandewalle (BEL) | Omega Pharma-Quick Step | + 6  |

### Onsdag 25. april – 1. etape:Morges—La Chaux-de-Fonds, 184,5 km
| Pos | Rytter                   | Hold                | Tid     |
| --- | ------------------------ | ------------------- | ------- |
| 1   | Bradley Wiggins (GBR)    | Team Sky            | 4:50.23 |
| 2   | Lieuwe Westra (NED)      | Vacansoleil-DCM     | s.t.    |
| 3   | Paolo Tiralongo (ITA)    | Astana              | s.t.    |
| 4   | Tejay van Garderen (USA) | BMC Racing Team     | s.t.    |
| 5   | Maciej Paterski (POL)    | Liquigas-Cannondale | s.t.    |

| Pos | Rytter                | Hold             | Tid     |
| --- | --------------------- | ---------------- | ------- |
| 1   | Bradley Wiggins (GBR) | Team Sky         | 4:53.51 |
| 2   | Michael Rogers (AUS)  | Team Sky         | + 7     |
| 3   | Bauke Mollema (NED)   | Rabobank         | + 9     |
| 4   | Stef Clement (NED)    | Rabobank         | + 9     |
| 5   | Andrew Talansky (USA) | Garmin-Barracuda | + 11    |

### Torsdag 26. april – 2. etape:Montbéliard—Moutier, 149,1 km
| Pos | Rytter                  | Hold             | Tid     |
| --- | ----------------------- | ---------------- | ------- |
| 1   | Jonathan Hivert (FRA)   | Saur-Sojasun     | 3:48.11 |
| 2   | Rui Costa (POR)         | Movistar Team    | s.t.    |
| 3   | Luis León Sánchez (ESP) | Rabobank         | s.t.    |
| 4   | Gianni Meersman (BEL)   | Lotto-Belisol    | s.t.    |
| 5   | Ryder Hesjedal (CAN)    | Garmin-Barracuda | s.t.    |

| Pos | Rytter                | Hold             | Tid     |
| --- | --------------------- | ---------------- | ------- |
| 1   | Bradley Wiggins (GBR) | Team Sky         | 8:42.02 |
| 2   | Michael Rogers (AUS)  | Team Sky         | + 7     |
| 3   | Bauke Mollema (NED)   | Rabobank         | + 9     |
| 4   | Stef Clement (NED)    | Rabobank         | + 9     |
| 5   | Andrew Talansky (USA) | Garmin-Barracuda | + 11    |

### Fredag 27. april – 3. etape:La Neuveville—Charmey, 157,9
| Pos | Rytter                  | Hold             | Tid     |
| --- | ----------------------- | ---------------- | ------- |
| 1   | Luis León Sánchez (ESP) | Rabobank         | 3:58.29 |
| 2   | Gianni Meersman (BEL)   | Lotto-Belisol    | s.t.    |
| 3   | Paolo Tiralongo (ITA)   | Astana           | s.t.    |
| 4   | Andrew Talansky (USA)   | Garmin-Barracuda | s.t.    |
| 5   | Bauke Mollema (NED)     | Rabobank         | s.t.    |

| Pos | Rytter                  | Hold     | Tid      |
| --- | ----------------------- | -------- | -------- |
| 1   | Bradley Wiggins (GBR)   | Team Sky | 12:40.31 |
| 2   | Luis León Sánchez (ESP) | Rabobank | + 1      |
| 3   | Michael Rogers (AUS)    | Team Sky | + 7      |
| 4   | Bauke Mollema (NED)     | Rabobank | + 9      |
| 5   | Stef Clement (NED)      | Rabobank | + 9      |

### Lørdag 28. april – 4. etape:Bulle—Sion, 184 km
| Pos | Rytter                   | Hold              | Tid     |
| --- | ------------------------ | ----------------- | ------- |
| 1   | Luis León Sánchez (ESP)  | Rabobank          | 4:56.13 |
| 2   | Rinaldo Nocentini (ITA)  | AG2R La Mondiale  | s.t.    |
| 3   | Branislau Samoilau (BLR) | Movistar Team     | s.t.    |
| 4   | Gorka Verdugo (ESP)      | Euskaltel-Euskadi | s.t.    |
| 5   | Paolo Tiralongo (ITA)    | Astana            | s.t.    |

| Pos | Rytter                  | Hold     | Tid      |
| --- | ----------------------- | -------- | -------- |
| 1   | Luis León Sánchez (ESP) | Rabobank | 17:36.35 |
| 2   | Bradley Wiggins (GBR)   | Team Sky | + 9      |
| 3   | Michael Rogers (AUS)    | Team Sky | + 16     |
| 4   | Bauke Mollema (NED)     | Rabobank | + 18     |
| 5   | Stef Clement (NED)      | Rabobank | + 18     |

### Søndag 29. april – 5. etape:Crans-Montana, 16,24 km (ITT)
| Pos | Rytter                | Hold             | Tid   |
| --- | --------------------- | ---------------- | ----- |
| 1   | Bradley Wiggins (GBR) | Team Sky         | 28.56 |
| 2   | Andrew Talansky (USA) | Garmin-Barracuda | + 0   |
| 3   | Richie Porte (AUS)    | Team Sky         | + 16  |
| 4   | Rui Costa (POR)       | Movistar Team    | + 22  |
| 5   | Roman Kreuziger (CZE) | Astana           | + 40  |

| Pos | Rytter                | Hold             | Tid      |
| --- | --------------------- | ---------------- | -------- |
| 1   | Bradley Wiggins (GBR) | Team Sky         | 18:05.40 |
| 2   | Andrew Talansky (USA) | Garmin-Barracuda | + 12     |
| 3   | Rui Costa (POR)       | Movistar Team    | + 36     |
| 4   | Richie Porte (AUS)    | Team Sky         | + 45     |
| 5   | Michael Rogers (AUS)  | Team Sky         | + 50     |

## Resultater

### Samlet
| Pos | Rytter                  | Hold                | Tid      |
| --- | ----------------------- | ------------------- | -------- |
| 1   | Bradley Wiggins (GBR)   | Team Sky            | 18:05.40 |
| 2   | Andrew Talansky (USA)   | Garmin-Barracuda    | + 12     |
| 3   | Rui Costa (POR)         | Movistar Team       | + 36     |
| 4   | Richie Porte (AUS)      | Team Sky            | + 45     |
| 5   | Michael Rogers (AUS)    | Team Sky            | + 50     |
| 6   | Roman Kreuziger (CZE)   | Astana              | + 59     |
| 7   | Sylwester Szmyd (POL)   | Liquigas-Cannondale | + 1.03   |
| 8   | Simon Špilak (SLO)      | Katusha             | + 1.13   |
| 9   | Janez Brajkovič (SLO)   | Astana              | + 1.14   |
| 10  | Luis León Sánchez (ESP) | Rabobank            | + 1.15   |

### Bjergkonkurrencen
| Pos | Rytter               | Hold            | Point |
| --- | -------------------- | --------------- | ----- |
| 1   | Petr Ignatenko (RUS) | Katusha         | 24    |
| 2   | Lars Bak (DEN)       | Lotto-Belisol   | 21    |
| 3   | Johann Tschopp (SUI) | BMC Racing Team | 20    |

### Sprintkonkurrencen
| Pos | Rytter               | Hold     | Point |
| --- | -------------------- | -------- | ----- |
| 1   | Petr Ignatenko (RUS) | Katusha  | 12    |
| 2   | Gatis Smukulis (LAT) | Katusha  | 12    |
| 3   | Stef Clement (NED)   | Rabobank | 7     |

### Ungdomskonkurrencen
| Pos | Rytter                | Hold             | Tid      |
| --- | --------------------- | ---------------- | -------- |
| 1   | Andrew Talansky (USA) | Garmin-Barracuda | 18:05.52 |
| 2   | Thibaut Pinot (FRA)   | FDJ-BigMat       | + 1.09   |
| 3   | Wilco Kelderman (NED) | Rabobank         | + 1.57   |

## Eksterne Henvisninger
- Officiel hjemmeside

- Wikimedia Commons har flere filer relateret til Romandiet Rundt 2012